# Exoglossum maxillingua
Exoglossum maxillingua е вид лъчеперка от семейство Шаранови (Cyprinidae).